# Liste des monuments historiques d'Aire-sur-la-Lys
Cet article recense les monuments historiques d'Aire-sur-la-Lys, en France.

## Statistiques
En 2011, Aire-sur-la-Lys compte 23 édifices protégés aux monuments historiques, soit 4 % du total des protections du Pas-de-Calais. 5 sont classés, les 18 autres sont inscrits.
Le beffroi de l'hôtel de ville est également classé au patrimoine mondial depuis 2005, comme élément des beffrois de Belgique et de France. À la suite d'un incendie en 1914, le campanile et les parties intérieures en bois sont reconstruites en 1923.

## Liste
| Monument                                       | Adresse                                                | Coordonnées                      | Notice         | Protection | Date      | Illustration                                   |
| ---------------------------------------------- | ------------------------------------------------------ | -------------------------------- | -------------- | ---------- | --------- | ---------------------------------------------- |
| Refuge de l'abbaye Saint-Augustin de Clarques  | 24 rue du Général-Leclerc                              | 50° 38′ 18″ nord, 2° 23′ 32″ est | « PA00107933 » | Inscrit    | 1947      | Refuge de l'abbaye Saint-Augustin de Clarques  |
| Bailliage                                      | 1 Grand Place                                          | 50° 38′ 17″ nord, 2° 23′ 45″ est | « PA00107934 » | Classé     | 1886      | Bailliage                                      |
| Bastion de Beaulieu                            | La Fourche                                             | 50° 38′ 27″ nord, 2° 23′ 23″ est | « PA00108456 » | Inscrit    | 1990      | Bastion de Beaulieu                            |
| Ancienne brasserie-malterie de la Lys          | 3 rue des Alliés                                       | 50° 38′ 16″ nord, 2° 23′ 25″ est | « PA62000031 » | Inscrit    | 1999      | Ancienne brasserie-malterie de la Lys          |
| Casernes Taix et Listenois                     | 1 rue des Alliés Rue des Tanneurs                      | 50° 38′ 15″ nord, 2° 23′ 29″ est | « PA62000049 » | Inscrit    | 2002      | Casernes Taix et Listenois                     |
| Chapelle Beaudelle                             | place du Rivage Quai du Rivage                         | 50° 38′ 29″ nord, 2° 23′ 54″ est | « PA62000051 » | Inscrit    | 2003      | Chapelle Beaudelle                             |
| Collège                                        | Rue de Saint-Omer Place Saint-Pierre Rue des Clemences | 50° 38′ 22″ nord, 2° 23′ 57″ est | « PA00107935 » | Inscrit    | 1946      | Collège                                        |
| Collégiale Saint-Pierre                        |                                                        | 50° 38′ 23″ nord, 2° 24′ 03″ est | « PA00107937 » | Classé     | 1862      | Collégiale Saint-Pierre                        |
| Église Saint-Jacques-le-Majeur-et-Saint-Ignace |                                                        | 50° 38′ 00″ nord, 2° 23′ 00″ est | « PA00107936 » | Classé     | 1942      | Église Saint-Jacques-le-Majeur-et-Saint-Ignace |
| Église Saint-Quentin                           |                                                        | 50° 37′ 56″ nord, 2° 22′ 16″ est | « PA00107938 » | Classé     | 1989      | Église Saint-Quentin                           |
| Fortifications                                 | 50 route d'Hazebrouck                                  | 50° 38′ 51″ nord, 2° 24′ 50″ est | « PA00108457 » | Inscrit    | 1990      | Fortifications                                 |
| Ancien hôpital Saint-Jean-Baptiste             | rue de Saint-Omer                                      | 50° 38′ 25″ nord, 2° 23′ 49″ est | « PA00107939 » | Inscrit    | 1946 1947 | Ancien hôpital Saint-Jean-Baptiste             |
| Ancien hôtel du Gouverneur                     | 22 rue du Général-Leclerc                              | 50° 38′ 19″ nord, 2° 23′ 34″ est | « PA00107940 » | Inscrit    | 1947      | Ancien hôtel du Gouverneur                     |
| Hôtel d'Orgeville                              | 50 rue de Saint-Omer                                   | 50° 38′ 24″ nord, 2° 23′ 52″ est | « PA00107941 » | Inscrit    | 1948      | Hôtel d'Orgeville                              |
| Hôtel de ville et Beffroi                      |                                                        | 50° 38′ 18″ nord, 2° 23′ 45″ est | « PA00107942 » | Classé     | 1947      | Hôtel de ville et Beffroi                      |
| Immeuble                                       | 2 rue du Bourg                                         | 50° 38′ 16″ nord, 2° 23′ 45″ est | « PA00107946 » | Inscrit    | 1948      | Immeuble                                       |
| Immeuble                                       | 4 rue du Bourg                                         | 50° 38′ 16″ nord, 2° 23′ 45″ est | « PA00107947 » | Inscrit    | 1948      | Immeuble                                       |
| Maison                                         | 2 rue d'Arras                                          | 50° 38′ 17″ nord, 2° 23′ 44″ est | « PA00107945 » | Inscrit    | 1948      | Maison                                         |
| Maison                                         | 7 rue de Saint-Omer                                    | 50° 38′ 18″ nord, 2° 23′ 49″ est | « PA00107948 » | Inscrit    | 1948      | Maison                                         |
| Maison                                         | 28 rue de Saint-Omer                                   | 50° 38′ 21″ nord, 2° 23′ 50″ est | « PA00107949 » | Inscrit    | 1948      | Maison                                         |
| Maison                                         | 31 rue de Saint-Omer                                   | 50° 38′ 22″ nord, 2° 23′ 49″ est | « PA00107950 » | Inscrit    | 1948      | Maison                                         |
| Maison des Dévotaires                          | 18 rue Saint-Pierre                                    | 50° 38′ 20″ nord, 2° 23′ 57″ est | « PA00107943 » | Inscrit    | 1946      | Maison des Dévotaires                          |
| Anciennes portes d'Arras et de Saint-Omer      |                                                        | 50° 38′ 20″ nord, 2° 24′ 17″ est | « PA00107944 » | Inscrit    | 1942      | Anciennes portes d'Arras et de Saint-Omer      |